# Teana
Teana is een gemeente in de Italiaanse provincie Potenza (regio Basilicata) en telt 727 inwoners (31-12-2004). De oppervlakte bedraagt 19,6 km², de bevolkingsdichtheid is 40 inwoners per km².

## Demografie
Teana telt ongeveer 270 huishoudens. Het aantal inwoners daalde in de periode 1991-2001 met 14,2% volgens cijfers uit de tienjaarlijkse volkstellingen van ISTAT.
| Jaar | Inwoneraantal |
| ---- | ------------- |
| 1991 | 874           |
| 2001 | 750           |

## Geografie
De gemeente ligt op ongeveer 806 m boven zeeniveau.
Teana grenst aan de volgende gemeenten: Calvera, Carbone, Castronuovo di Sant'Andrea, Chiaromonte, Fardella.